# NGC 2599
NGC 2599 je galaksija u zviježđu Raku.

## Vanjske poveznice
- SEDS: NGC 2599